# Терентьева, Евгения Александровна
Евгения Александровна Терентьева (1941 — 2001) — российский, советский педагог. Народный учитель СССР (1988).

## Биография
Евгения Терентьева родилась 2 марта 1941 года в городе Торжок Тверской области. 
В 1960 году окончила Торжокское педагогическое училище, в 1967 — Калининский педагогический институт (заочное отделение).
С 1960 года работала учителем русского языка и литературы в Челядинской начальной школе, с 1967 — в Яконовской восьмилетней школе, с 1974 — в Большевишенской средней школе (с 1988 — директор) (все в Торжокском районе Калининской области).
Член Всесоюзного совета по народному образованию.
Умерла 16 декабря 2001 года.

## Звания и награды
- Заслуженный учитель школы РСФСР (1983)
- Народный учитель СССР (1988)